# Edmund Zadrożyński
Edmund Zadrożyński (ur. 22 września 1931 w Nowej Wsi, zm. 22 listopada 1982 w Grudziądzu) – polski działacz opozycji w PRL.

## Kariera
Po ukończeniu Zespół Szkół Zawodowych w 1950 roku Zadrożyński pracował w Pomorskiej Odlewni i Emalierni w Grudziądzu do 1973. Był członkiem Związku Zawodowego Metalowców, gdzie w latach 1971-1973 pełnił funkcję związkowego męża zaufania. Od 1973 na rencie. W 1976 ponownie został mężem zaufania ZZ Metalowców (powołany przez zwolnionych pracowników), po czym działał jako inicjator akcji interwencyjnych, kwestii na rzecz zwolnionych z pracy oraz akcji zbierania podpisów pod petycjami w sprawach istotnych dla mieszkańców Grudziądza.

## Działania opozycyjne
Podczas rządów komunistycznych w Polsce Zadrożyński był osobą represjonowaną, jednakże wspieraną przez Komitet Obrony Robotników. Od 1977 był kolporterem prasy i wydawnictw niezależnych, a w latach 1977-1980 członkiem redakcji niezależnego czasopisma „Robotnik” oraz organizatorem robotniczych kół samokształceniowych. W 1978 stworzył Niezależny Ruch Robotniczy i był sygnatariuszem apelu do ludzi pracy w Polsce i związków zawodowych świata wystosowanego wspólnie z Komitetem WZZ z Katowic oraz Komitetem Założycielskim WZZ Wybrzeża. Był autorem listu do Rady Państwa przeciwko uwięzieniu działaczy niezależnych związków zawodowych, a w 1979 roku sygnatariuszem Karty Praw Robotniczych. 1 lipca 1979 roku został aresztowany pod zarzutami kryminalnymi, w marcu 1980 skazany na 3 lata więzienia. Został we wrześniu 1980 zwolniony w wyniku Porozumień Gdańskich. W jego obronie przeprowadzano akcje ulotkowe w całym kraju, a u władz interweniowały centrale związkowe z Europy Zachodniej, prezydent USA Jimmy Carter i Amnesty International.
W 1981 był sygnatariuszem deklaracji Klubów Rzeczypospolitej Samorządnej Wolność-Sprawiedliwość-Niepodległość. 13 grudnia 1981 roku pomimo złego stanu zdrowia został internowany w Ośrodku Odosobnienia w Potulicach i Strzebielinku koło Wejherowa, po czym go zwolniono 19 maja 1982 roku. Jego pogrzeb w listopadzie 1982 roku stał się spontaniczną manifestacją patriotyczną.